# Církevní univerzita
Církevní univerzita (lat. universitas ecclesiastica), vyšší institut náboženských věd (institutum superioris scientiarum religiosarum) nebo fakulta (facultas ecclesiastica) je zřizována církví „pro bádání v teologických nebo s nimi spojených oborech a k vědeckému vzdělávání studentů v těchto oborech.“ Jejich struktura je upravována apoštolskou konstitucí Jana Pavla II. Sapientia Christiana o církevních univerzitách a fakultách z 15. dubna 1979.
Církevní univerzity nebo fakulty zřizuje:
- Svatý stolec
- Diecézní biskup nebo představený řeholní společnosti. V tomto případě je Svatý stolec schvaluje.[2]

Pouze takové univerzity nebo fakulty mohou udělovat akademické hodnosti, které mají kanonické účinky v církvi.

## Typy fakult na církevních univerzitách
Nejčastějším typem fakult jsou teologická, filosofická a církevního práva, ale autoritou Svatého stolce mohou udělovat akademické tituly mající kanonické účinky v církvi také další církevní fakulty, vyjmenované v následujícím přehledu. 
- Teologická fakulta
- Fakulta kanonického práva
- Filosofická fakulta
- další církevní fakulty:
  - fakulta křesťanské archeologie
  - fakulta biblická a pro studium starověkého Východu
  - fakulta kanonického a civilního práva («Utriusque Iuris»)
  - fakulta křesťanské a klasické literatury
  - fakulta liturgie
  - fakulta misiologie
  - fakulta posvátné hudby
  - fakulta psychologie
  - fakulta věd o výchově nebo pedagogiky
  - fakulta věd o náboženství
  - fakulta sociálních věd
  - fakulta církevních dějin
  - fakulta arabistiky a islamologie
  - fakulta studia křesťanského Východu
  - fakulta středověkých studií